# تیپ ۷ زرهی هاتیفا شیوا

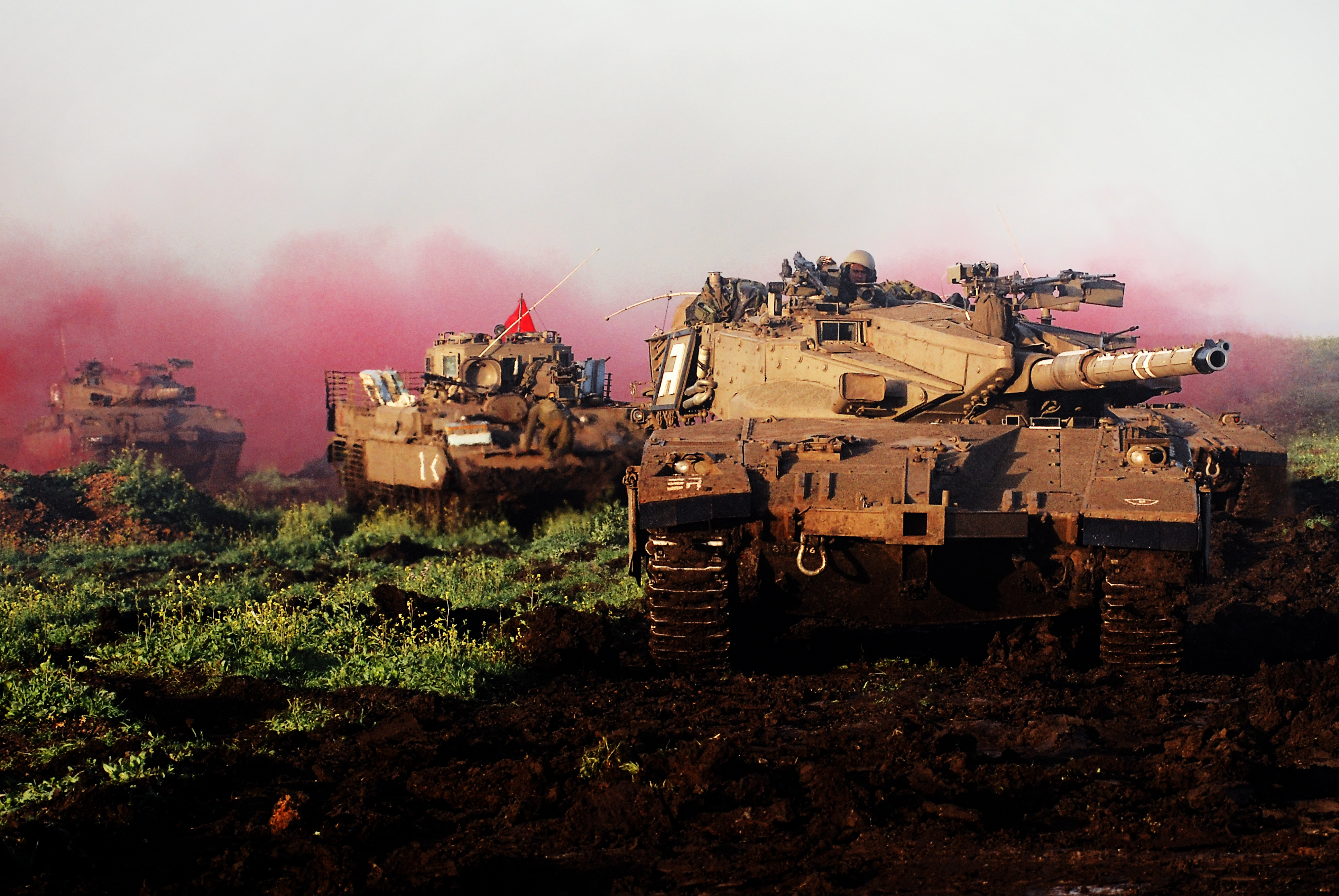
تانک‌های تیپ ۷ زرهی در حین تمرین نظامی در بلندی‌های جولان

تیپ ۷ زرهی هاتیفا شیوا (عبری: חטיבה שבע‎) یا تیپ هاتیفا شیوا تیپ زرهی نیروی زمینی اسرائیل و تحت امر فرماندهی شمالی اسرائیل است، که در سال ۱۹۴۸ توسط شلومو شامیر تأسیس شد.
این تیپ در طول جنگ اعراب و اسرائیل تشکیل شد و هنوز در حال فعالیت است، که به‌عنوان قدیمی‌ترین تیپ زرهی در ارتش اسرائیل شناخته می‌شود. از آن زمان، این تیپ در تمام عملیات‌های اصلی ارتش اسرائیل شرکت داشته و امروزه به عنوان یکی از ۳ تیپ زرهی اصلی ارتش اسرائیل به‌شمار می‌آید.
این تیپ پیوندهای تاریخی با تیپ یهودی دارد که در طول جنگ جهانی دوم ایجاد شد. تیپ ۷ زرهی زمانی متعلق به فرماندهی جنوبی اسرائیل بود. تیپ ۷ از پایان جنگ یوم کیپور تا فوریه ۲۰۱۴ به‌عنوان بخشی از لشکر ۳۶ زرهی گاش در بلندی‌های جولان مستقر بود.
تیپ ۷ زرهی در جنگ عرب‌ها و اسرائیل، بحران سوئز، جنگ شش‌روزه، جنگ فرسایش‌زا، جنگ یوم کیپور، جنگ ۱۹۸۲ لبنان، جنگ اسرائیل و لبنان، حمله اسرائیل به سوریه، جنگ غزه و حمله اسرائیل به لبنان به‌عنوان یگان عمل‌کننده حضور داشت.

## تاریخچه
این تیپ پیوندهای تاریخی با تیپ یهودی قبلی دارد که در طول جنگ جهانی دوم ایجاد شد.
تیپ هفتم زمانی متعلق به فرماندهی جنوبی اسرائیل بود. تیپ ۷ زرهی از پایان جنگ یوم کیپور تا فوریه ۲۰۱۴ به عنوان بخشی از لشکر ۳۶ زرهی در بلندی‌های جولان مستقر بود.

## تجهیزات
در طول جنگ ۱۹۴۸، تیپ هفتم عمدتاً از تانک‌های شرمن، پیاده‌نظام و سواره‌نظام تشکیل شده بود. در اوایل، تیپ هفتم همچنین شامل یک عنصر توپخانه بود. در طول دهه ۱۹۶۰، این تیپ به تانک‌های بریتانیایی سنتوریون که در اسرائیل اصلاح شده بودند، مجهز شد. این تانک‌ها به تدریج در اواخر دهه ۱۹۷۰ توسط تانک‌های اصلی میدان نبرد مرکاوا ساخت اسرائیل جایگزین شدند که از آن زمان تاکنون چندین نسخه از آنها به کار گرفته شده است.

## جنگ‌ها

### جنگ استقلال
در طول نبردهای لاترون در سال ۱۹۴۸، تیپ‌های سوم الکساندرونی و هفتم روی هم رفته ۱۳۹ نفر تلفات دادند. تیپ هفتم در ابتدا در ژوئیه ۱۹۴۸، زمانی که افسر باتجربه کانادایی بن دانکلمن فرماندهی را به دست گرفت، به جیپ‌ها و خودروهایی با چند مسلسل مجهز بود. او دو گروه رزمی مصری را که به تانک‌های نیمه شنی، تانک‌های ام۴ شرمن آمریکایی و سایر وسایل نقلیه مجهز بودند، ارزیابی کرد. دانکلمن شب هنگام، زمانی که خدمه از وسایل نقلیه خود خارج شده بودند، به طور غافلگیرانه به هر دوی آنها حمله کرد. سربازان مصری فرار کردند و به تیپ هفتم اجازه دادند تا سلاح‌ها و وسایل نقلیه آنها را تصاحب کند.
این تیپ آنقدر داوطلب کانادایی، آمریکایی و بریتانیایی داشت که به عنوان "تیپ آنگلوساکسون" شناخته شد.
در سال ۱۹۴۸، شهرت این تیپ به عنوان یکی از بی‌رحم‌ترین نیروهای رزمی آن دوره بود. مورخ اسرائیلی، ایلان پاپه، می‌نویسد: «در بسیاری از تاریخ‌های شفاهی فلسطینی که اکنون به چاپ رسیده‌اند، نام‌های کمی از تیپ‌ها آمده است. با این حال، تیپ هفت بارها و بارها، همراه با صفت‌هایی مانند «تروریست» و «وحشی» ذکر شده است.»

### جنگ شش روزه
این تیپ در جنگ شش روزه ۱۹۶۷ تحت فرماندهی سرهنگ شموئل گونن (گورودیش) جنگید.

### جنگ یوم کیپور
در جنگ یوم کیپور در سال ۱۹۷۳، تیپ ۷ زرهی تحت فرماندهی سرهنگ آویگدور بن-گال، در خط دفاعی بخش شمالی بلندی‌های جولان مستقر شد و دفاع را با تیپ زرهی باراک به اشتراک گذاشت، جایی که با موفقیت حملات سنگین نیروهای بسیار بزرگتر سوری را دفع کرد.

## فرماندهان
- شلومو شامیر (مه - ژوئیه ۱۹۴۸)
- بن دانکلمن (ژوئیه ۱۹۴۸ - ژوئیه ۱۹۴۹)
- جوزف ایتان (ژوئیه ۱۹۴۹ - ژوئیه ۱۹۵۰)
- شموئل گودر (اکتبر ۱۹۵۰ - اوت ۱۹۵۳)
- ایتژاک پونداک (آوریل ۱۹۵۴ - اکتبر ۱۹۵۵)
- اوری بن-آری (اکتبر ۱۹۵۵ - دسامبر ۱۹۵۶)
- آهارون ناچشون (دسامبر ۱۹۵۶ - مارس ۱۹۵۸)
- داوید الازار (دسامبر ۱۹۵۸ - آوریل ۱۹۵۹)
- اسرائیل تال (آوریل ۱۹۵۹ - آوریل ۱۹۶۰)
- آریه شاخار (ژوئن ۱۹۶۰ - ژوئیه ۱۹۶۱)
- آبراهام عدن (ژوئیه ۱۹۶۱ - ژانویه ۱۹۶۳)
- هرتزل شافیر (ژانویه ۱۹۶۳ - دسامبر ۱۹۶۴)
- شلومو لاهات (ژانویه ۱۹۶۵ - مه ۱۹۶۶)
- شموئل گونن (ژوئن ۱۹۶۶ - ژوئن ۱۹۶۹)
- یاکوف ایون (ژوئن ۱۹۶۹ - ژوئن ۱۹۷۱)
- گابریل امیر (ژوئن ۱۹۷۱ - سپتامبر ۱۹۷۲)
- آویگدور بن-گال (سپتامبر ۱۹۷۲ - فوریه ۱۹۷۴)
- اوری اور (فوریه ۱۹۷۴ - دسامبر ۱۹۷۵)
- آویگدور کاهلانی (دسامبر ۱۹۷۵ - اکتبر ۱۹۷۷)
- یوسی بن حنان (اکتبر ۱۹۷۷ - ژوئن ۱۹۷۹)
- ناتی گولان (ژوئن ۱۹۷۹ - مارس ۱۹۸۱)
- ایتان کائولی (کینان) (مارس ۱۹۸۱ - سپتامبر ۱۹۸۲)
- میئر زمیر (سپتامبر ۱۹۸۲ - فوریه ۱۹۸۴)
- امیر نوی (مه ۱۹۸۴ - سپتامبر ۱۹۸۵)
- آوراهام پالانت (سپتامبر ۱۹۸۵ - مه ۱۹۸۷)
- افارایم لائور (مه ۱۹۸۷ - نوامبر ۱۹۸۸)
- دوبیک روزنتال (تال) (نوامبر ۱۹۸۸ - ژوئیه ۱۹۹۰)
- زویکا گندلمان (ژوئیه ۱۹۹۰ - ژانویه ۱۹۹۲)
- اسحاق هارل (ژانویه ۱۹۹۲ - اکتبر ۱۹۹۳)
- گرشون هاکوهن (اکتبر ۱۹۹۳ - اوت ۱۹۹۵)
- دن بیتون (اوت ۱۹۹۵ - اوت ۱۹۹۷)
- شومولیک روزنتال (اوت ۱۹۹۷ - آوریل ۱۹۹۹)
- یاکوف آیاش (آوریل ۱۹۹۹ - ژوئیه ۲۰۰۱)
- هالوتزی رودوی (ژوئیه ۲۰۰۱ - اوت ۲۰۰۳)
- ایال زمیر (اوت ۲۰۰۳ – سپتامبر ۲۰۰۵)
- آمنون اشل (سپتامبر ۲۰۰۵ - اوت ۲۰۰۷)
- روئی الکاوتز (اوت ۲۰۰۷ - مه ۲۰۰۹)
- یاکوف بانجو (مه ۲۰۰۹ - ژوئیه ۲۰۱۱)
- اودد باسیوک (ژوئیه ۲۰۱۱ - ژوئن ۲۰۱۳)
- ناداو لوتان (ژوئن ۲۰۱۳ - ژوئیه ۲۰۱۵)
- دن نویمن (ژوئیه ۲۰۱۵ - اوت ۲۰۱۷)
- رومن گافمن (اوت ۲۰۱۷ - اوت ۲۰۱۹)
- آئودی تزور (اوت ۲۰۱۹ - اکتبر ۲۰۲۱)
- جفتاه نورکین (اکتبر ۲۰۲۱ - ژوئیه ۲۰۲۳)
- الاد تزوری (ژوئیه ۲۰۲۳ - اکنون)[۸]